# Chicago (película de 2002)
Chicago es una película musical estadounidense, dirigida por Rob Marshall, basada en un musical de teatro estrenado con el mismo título en los años 70. La película fue estrenada en Estados Unidos el 27 de diciembre de 2002. Poco tiempo de su estreno la película ganó diversos premios como el Óscar a la mejor película, el Globo de Oro a la mejor película - Comedia o musical y el reparto ganó un Premio SAG al mejor reparto
Los personajes centrales de Chicago son Velma Kelly y Roxie Hart, dos delincuentes detenidas por crimen pasional que se encuentran en prisión esperando su juicio juntas en Chicago en los años 20. Velma, una artista de vodevil, y Roxie, una ama de casa, luchan por la fama que les evite la horca.  
La película está protagonizada por Catherine Zeta-Jones, Renée Zellweger y Richard Gere, también con Queen Latifah, John C. Reilly, Christine Baranski, Lucy Liu, Taye Diggs, Colm Feore y Mya Harrison. 

## Argumento
En Chicago, la fama lo es todo, y quien la tenga estará en la cima. Velma Kelly (Catherine Zeta-Jones), una artista de cabaret, llega con retraso una noche al Club Onyx para la función, su hermana (con quien siempre actuaba) no está con ella y decide comenzar su número sola. En un lugar del mismo club, se encuentra entre los espectadores Roxie Hart (Renée Zellweger), una chica con una gran ambición: ser famosa a cualquier precio. Y precisamente por ese motivo, un tal Fred Casely le había prometido una audición en el Onyx a cambio de tener sexo con ella, a lo cual Roxie accede. Esa misma noche, después de que Roxie y Fred dejaran el lugar para irse al departamento de ella, Velma es arrestada por la policía justo a continuación de su representación.
Luego de un mes de relaciones sexuales con su amante Fred, Roxie cree que ya es tiempo de que este la presente a uno de sus contactos, para que ella pueda comenzar su carrera como artista. La sorpresa y decepción de Roxie son enormes cuando ella se entera de que Fred no tenía contactos en el club, de hecho, Fred había apostado con un trombonista llevarse a Roxie a la cama. Para colmo, Casely decide que no quiere saber más nada con ella y decide cortar toda relación. En medio de la desesperación, Roxie toma un arma que se encontraba guardada en un cajón de un mueble de la habitación y abre fuego sobre Fred, matándolo en el acto.
Unas horas más tarde, la policía había llegado y el marido de Roxie, Amos Hart (John C. Reilly) estaba testificando. En ese momento, llega el fiscal Harrison para interrogarlos a ambos. Amos comienza su relato de lo que había pasado: un ladrón se había metido en su casa, mientras su mujer estaba durmiendo. Y justo en ese momento, él llega y le dispara para proteger a su esposa. Harrison, lejos de creerle, le dice que el nombre de la víctima era Fred Casely. Amos se sorprende al saber que la víctima era el vendedor de muebles que le había vendido a él y a Roxie. Entonces Amos se da cuenta de la infidelidad de su mujer, y lleno de ira comienza a decirle a Harrison lo que en verdad pasó. Al escuchar la declaración (ahora la verdadera) de Amos, el fiscal inmediatamente detiene a Roxie y hace que se la lleven a la cárcel del condado de Cook, donde permanecerá detenida hasta su juicio, en el cual Harrison pedirá para ella la pena capital: la horca.
Al llegar a la cárcel, Roxie y un grupo de nuevas presidiarias son puestas bajo la custodia de la Matrona "mama" Morton (Queen Latifah). Está enseguida establece cual es la forma de llevarse bien con ella en ese lugar: la reciprocidad. 
Morton lleva a Roxie al "Callejón de las asesinas", el pabellón de la cárcel donde como su nombre lo dice, se encuentran todas las acusadas de asesinato. Es aquí cuando Roxie conoce  personalmente a Velma Kelly, quién se enorgullecía por la publicidad que los medios (en este caso el Redbook Magazine) estaban haciendo sobre su horrendo crimen: Velma había asesinado a su hermana y a su marido por una infidelidad, unas horas antes de su último show en el Onyx. 
Los días van pasando y Roxie va conociendo a sus compañeras de prisión, un día, mientras cambiababa las toallas para el baño, Roxie accidentalmente escucha una conversación entre Velma y Mama, en la cual la celadora estaba haciendo arreglos para promocionar a Velma como una celebridad. 
Al terminar la conversación, Roxie sale del baño y "accidentalmente" se cruza con Velma en el pasillo, quién en la primera impresión lo único que hace es ningunearla. Todo sucede ante la vista de "Mama" Morton, que llama a Roxie a su oficina y le ofrece su ayuda. 
Morton le explica a Roxie que la única posibilidad que tiene de salir de la cárcel es a través de un abogado: Billy Flynn (Richard Gere), el mejor abogado criminal de todo Illinois, especialista en mujeres y jurados.
Luego de que Mama hiciera los arreglos (y de pagarle 100 dólares por una llamada de teléfono), Roxie finalmente conoce a Billy Flynn, quien había venido a la prisión para seguir preparando el caso de una clienta suya: nada menos que Velma Kelly. Pero Billy no se muestra interesado en resolver el caso de Roxie, a menos claro, que esta tuviera 5000 dólares.
Luego de un tiempo, Amos, el marido de Roxie, consigue parte del dinero (solo 2000) para contratar a Flynn, que al principio se muestra reacio de aceptar esa cantidad, para luego revelar que finalmente acepta el caso de Roxie. Según el mismo Flynn, la idea era promocionar a Roxie como una celebridad (al igual que estaba haciendo con Velma). Con esto, se ganaría el apoyo de la gente y además, el dinero que el pedía por sus servicios. Pero para hacer esto debía convertir a Roxie, en una abnegada esposa sufrida salida de un convento, ya que su belleza era prácticamente angelical y sabía que esto podía influir en la justicia de Chicago. Billy entonces convoca una conferencia de prensa en donde comienza a manipular a todos los allí presentes con la ayuda de una reportera amiga suya, Mary Sunshine. 
Con  la ayuda de esa conferencia y toda la promoción que Billy hace girar, la fama de Roxie comienza a subir como la espuma, llegando a ser tanto o más famosa que Velma Kelly, quien a estas alturas comenzaba a entrar en el olvido, por culpa de la sobreexposición que tenía Roxie. Así, Velma, ve que su única oportunidad es aliarse con su rival, proponiéndole que al salir de la cárcel podrían actuar juntas. Sin embargo, Roxie aprovecha la tregua que le propone Velma sólo para burlarse de ella. 
Una noche Billy Flynn, que se encontraba en un club, recibe un nuevo caso sobre una millonaria llamada Kitty Baxter, que había asesinado a su marido por serle infiel con dos mujeres.
Kitty es llevada a la cárcel del condado de Cook en medio de un escándalo. Flynn comienza a interesarse en el caso de ella, y Roxie vislumbra la posibilidad de que le pase lo mismo que a Velma: dejar de ser famosa. 
Ante esta situación, Roxie simula un desmayo en pleno pabellón con toda la prensa presente.
Cuando le preguntan sobre que era lo que le había pasado, Roxie afirma estar embarazada, lo que desata otro torbellino, mientras Velma es testigo de todo lo que pasa. Luego de una "sesión" con un doctor por parte de Roxie, este le confirma a Flynn el embarazo de su defendida. Al salir del sanatorio y en medio de un tumulto de periodistas, Amos hace su aparición proclamando la paternidad del "bebé" de Roxie, aunque es ignorado por todos los que se encuentran allí. 
Billy decide llamar a Amos y decide darle la mala noticia: Amos no es el padre de la criatura. Ante esto, Amos, dolido, decide divorciarse de Roxie (idea que Billy Fynn le da). Días después, Roxie comienza a protestar por el vestido que debía llevar al juicio; Pero en realidad, Roxie se comenzaba a hartar de cómo Billy estaba manejando las cosas y decide despedirlo. Billy le aclara que es él quien renuncia y le hace reflexionar que ella no era una celebridad, sino un fogonazo que en un par de semanas nadie recordaría. 
Furiosa, Roxie sale de su reunión con Flynn y se encuentra con la noticia de que la Húngara, una de sus compañeras de pabellón, que era extranjera y que había sido acusada de un asesinato que no cometió, había perdido su última apelación e iba camino a la horca. Una semana después, La Húngara es ejecutada. Esto hace reflexionar a Roxie, que asustada, llama de vuelta a Billy, entregándose a él completamente. 
El día del juicio, Roxie le confiesa a Billy que se siente muy asustada, sin embargo, Billy le aclara que ella no tiene que preocuparse ya que el juicio es un gran circo y que sabe cómo manejar el espectáculo, porque él es una estrella de ese circo.
El juicio comienza y Billy va llevando muy bien las riendas del mismo, mientras que el fiscal Harrison desconfía de la manipulación por parte de Flynn hacia los miembros del jurado. 
Luego de llamar a una testigo ocular y a Amos, llama a Roxie para declarar. Roxie (en una brillante actuación) comienza a desesperarse, a tal punto que se desmaya, provocando un auténtico caos en la sala. 
Velma y Mama seguían los acontecimientos del juicio por radio, y es en ese momento cuando la celadora le entrega a Kelly un diario que le pertenecía a Roxie. Lo cual hace que Velma se anime a presentarse como testigo en el juicio de Roxie. Harrison le toma la declaración a Velma , que presenta el diario de Roxie como "evidencia X".
Luego de que Harrison terminara con Velma, era el turno de Billy de interrogarla. Cuando este comienza a presionar a Velma y la acusa de perjurio, ella revela que no encontró el diario, sino que alguien se lo había dado a ella y a Mama.
Billy lee un par de páginas del diario y comienza sutilmente a levantar sospechas de que quizás el fiscal Harrison fue quien alteró y agregó algunas frases al diario para hacer parecer a Roxie culpable. Al verse acusado, Harrison se molesta y monta un escándalo entre él y Flynn, que luego de unos momentos finaliza con su defensa.
La ciudad entera que seguía el caso por radio, se había paralizado en el momento en que el jurado estaba por dar su veredicto.
Y así el jurado declara a Roxie inocente. Justo en ese mismo momento, una mujer asesina a su marido con un revólver en la puerta de los tribunales y toda la avalancha de periodistas sale a buscar la noticia, dejando la sala del juicio de Roxie prácticamante desierta. Roxie se enfada ya que todos perdieron el interés en ella. Billy le aclara que ella no puede competir cuando hay "sangre nueva en las paredes" y le revela que él había sido quien había alterado su diario, pero no le podía decir nada porque era muy arriesgado y se retira.
Roxie se queda en la sala y escucha la voz de su marido Amos llamándola. Al darse la vuelta, lo ve sentado en una de las bancas y este le dice que vuelva con él, para que estén juntos cuidando al bebé. Roxie comienza a burlarse y le dice a Amos que no existe ningún bebé, que todo había sido mentira. Amos, destrozado y dándose cuenta de quién es Roxie en verdad, se retira de la sala, mientras Roxie se queda mirando por la ventana lo que había pasado en la puerta del tribunal.
Un tiempo después, Roxie comienza a probar suerte haciendo audiciones de canto. Sin embargo, el haber sido una asesina ya no le ayuda, ya que eso se había convertido en moneda corriente. Precisamente, es Velma quien encuentra a Roxie audicionando. Y luego de ver como ella fracasa, otra vez le propone actuar juntas. Roxie se niega, porque sostiene que odia a Velma, quien le responde que se encontraba "en el único negocio donde eso no era un problema."
Y así es como semanas más tarde, Roxie Hart y Velma Kelly debutan en el Chicago Theatre con descomunal éxito.

## De Broadway a la gran pantalla
Antes incluso de ser un musical, Chicago, fue en una obra de teatro escrita por una reportera y dramaturga Maurine Dallas Watkins. Esta se inspiró en su propia experiencia para escribir una obra que se estrenó en 1926  y que trataba de mujeres acusadas del asesinato de sus amantes. Esta historia tuvo tanto éxito que Fred Ebb y John Kander compraron los derechos para hacer de esta historia el musical de Broadway que conocemos hoy en día. Se trata del mismo musical que Rob Marshall vio con quince años y que le hizo enamorarse de esa historia. 
Sin embargo, mucho antes que Marshall decidiese dirigir una película del musical Chicago, Bob Fosse, coreógrafo del musical original ya se había planteado la posibilidad de grabar una película a partir del musical. Este mismo ya había dirigido grandes películas musicales como Cabaret y Sweet Charity pero nunca llegó a dirigir Chicago. Después de su muerte en 1987, varias producciones pensaban que no se realizaría jamás esta película. 
En 1994, Martin Richards, quien había hablado con Fosse sobre la idea de hacer una película de Chicago, firmó con Weinstein para grabar el musical. No obstante, tardaron siete años en empezar el proyecto ya que crear una película de Chicago no era fácil. No fue hasta que Marshall vino a hablar del proyecto que se empezó realmente a crear la película.
Unos años antes del estreno de la película, este se reunió con Miramax para explicarles lo que él haría para convertir Chicago en película. Su idea les gustó y empezaron a buscar un guionista. Marshall nunca había dirigido un musical por lo cual no le resultó fácil adentrarse en ese mundo.  No obstante, en cuanto se sentó con el que iba a ser el futuro guionista, Bill Condon, en seguida se dieron cuenta de que tenían ideas muy parecidas.
En seguida se pusieron a trabajar Marshall y Condón el cual había sido elegido como guionista. Propusieron diferentes ideas para pasar la historia del escenario a la gran pantalla. Plantearon la idea de que todo se cuente como flashback de Velma y Roxie o que las canciones formen parte del show final de las dos mujeres… Hasta decidir que todo ocurriría en la mente de Roxie Hart.
También tuvieron que eliminar gran cantidad de canciones del musical original. La única que grabaron que fue eliminada a continuación fue Class cantada por Velma Kelly y Mama Morton.
El paso siguiente, después de la escritura del guion, fue encontrar los actores. En seguida propusieron Velma Kelly a Catherine Zeta-Jones, una gran actriz de películas musicales de la época y Billy Flynn a Richard Gere que tuvo que aprender a bailar claqué para la escena final. El personaje de Roxie fue más complicado de encontrar. Querían encontrar a la actriz exacta para el papel. Realizaron un casting con diez actrices diferentes en el cual Renée Zellweger vino a mirar. Al acabar el casting le preguntó a Marshall que repitiese los pasos que había enseñado en el casting y se pusieron a bailar. Solo faltaba mostrar que podía cantar cosa que no tardó mucho en hacer. Para Marshall fue una revelación y enseguida quiso trabajar con ella como Roxie. 
Durante tres meses estuvieron ensayando y creando coreografías. Poco a poco el proyecto de Marshall cogió forma y se rodó la película que tuvo un enorme éxito .

## Reparto
- Renée Zellweger como Roxie Hart, protagonista. Asesina a su amante.
- Catherine Zeta-Jones como Velma Kelly, una estrella del vodevil que asesina a su hermana y a su marido.
- Richard Gere como Billy Flynn, el abogado más famoso de Chicago que defiende a Velma y Roxie
- John C. Reilly como Amos Hart, el marido de Roxie
- Christine Baranski como Mary Sunshine, una reportera
- Queen Latifah como la Matrona "Mama" Morton, la mujer a cargo de las asesinas
- Lucy Liu como Go-to-Hell Kitty Baxter
- Taye Diggs como director de orquesta, que introduce cada canción
- Dominic West como Fred Casely, amante de Roxie
- Jayne Eastwood como la señora Borusewicz
- Colm Feore como Harrison
- Chita Rivera como prisionera (breve cameo). En 1975 en el musical de Broadway ella interpretaba a Velma Kelly.
- Susan Misner, Denise Faye, Deidre Goodwin, Ekaterina Chtchelkanova, y Mýa Harrison como las prisioneras (Liz, Annie, June, Hunyiak, and Mona)

Liz: Asesinó a su esposo, Bernie, de dos escopetazos en la cabeza, pues le molestaba que hiciera “pop!” (Tronara) con el chicle. 
Annie: Asesinó a su novio, Esequiel, al envenenarlo con arsénico, ya que había descubierto que era un “mormón de esos” que tenía a sus pies a seis mujeres. 
June: Asesinó a su esposo, Willbur, al apuñalarlo con un cuchillo 10 veces, ya que esté la acusaba de engañarlo con el lechero. 
Hunyiak: La Húngara, es extranjera, fue acusada de acabar con la vida de su amante aunque no fue ella, en el número musical “El Tango de la Celda”, Hunyiak aparece con un pañuelo blanco (las demás aparecen con uno rojo) símbolo de su inocencia, es ejecutada en la horca cerca del final de la película. 
Mona: Asesinó a su amante, Lipchitz, por estrangulamiento, ya que esté la engañaba con el pretexto de “encontrarse a sí mismo” con muchas mujeres y hasta hombres.

## Números musicales
1."Overture/And All That Jazz" – Velma Kelly y de la empresa 
2."Funny Honey" – Roxie Hart 
3."When You're Good to Mama" – Matrona "Mama" Morton 
4."Cell Block Tango" – Velma y las presas
5."All I Care About" – Billy Flynn 
6."We Both Reached for the Gun" – Billy, Roxie, Mary Sunshine, y Reporteros 
7."Roxie" – Roxie 
8."I Can't Do It Alone" – Velma 
9."Mister Cellophane" – Amos Hart 
10."Razzle Dazzle" – Billy and Company 
11."Class" – (Velma and Mama) (Esta canción, interpretada por Queen Latifah y Catherine Zeta-Jones, fue filmada, pero fue cortada de la película. La escena fue incluida en el DVD y en el estreno de la película en televisión de la NBC en 2005, y la canción fue incluida en la banda sonora.) 
12."Nowadays" – Roxie 
13."Nowadays / Hot Honey Rag" – Roxie y Velma 
14."I Move On" – Roxie y Velma (durante los créditos finales)

## Recepción
Chicago recibió en general críticas positivas de los críticos. En la revisión global del sitio web Rotten Tomatoes, la película actualmente Recibe un 87 % "Certified Fresh" de aprobación, y un 92% (también "Certified Fresh") la tasa de aprobación cuando se reduce a incluir sólo los comentarios de los críticos de arriba; Roger Ebert la llamó ", mucha diversión metálico". En Metacritic, la película en promedio una puntuación crítica de 82% (que indica la "aclamación universal").

### Taquilla
La película recaudó 306 403 013 dólares en todo el mundo y tiene el más alto en cifras brutas de cualquier película nunca a alcanzar el puesto número 1 o número 2 en las listas semanales de la taquilla en los mercados de América del Norte (Canadá y Estados Unidos, donde llegó al número 3).

## Premios

### Premios Óscar
| Año  | Categoría                            | Actor                                      | Resultado |
| ---- | ------------------------------------ | ------------------------------------------ | --------- |
| 2002 | Oscar a la mejor película            | Oscar a la mejor película                  | Ganadora  |
| 2002 | Oscar al mejor director              | Rob Marshall                               | Candidato |
| 2002 | Oscar a la mejor actriz              | Renée Zellweger                            | Candidata |
| 2002 | Oscar a la mejor actriz de reparto   | Catherine Zeta-Jones                       | Ganadora  |
| 2002 | Oscar a la mejor actriz de reparto   | Queen Latifah                              | Candidata |
| 2002 | Oscar al mejor actor de reparto      | John C. Reilly                             | Candidato |
| 2002 | Oscar al mejor guion adaptado        | Bill Condon                                | Candidato |
| 2002 | Oscar a la mejor canción I move on   | Fred Ebb                                   | Candidato |
| 2002 | Oscar a la mejor fotografía          | Dion Beebe                                 | Candidato |
| 2002 | Oscar al mejor diseño de vestuario   | Colleen Atwood                             | Ganador   |
| 2002 | Oscar a la mejor dirección artística | John Myhre                                 | Ganador   |
| 2002 | Oscar al mejor montaje               | Martin Walsh                               | Ganador   |
| 2002 | Oscar al mejor sonido                | Michael Minkler Dominick Tavella David Lee | Ganadores |

### Globos de Oro
| Año  | Categoría                                            | Actor                                                | Resultado |
| ---- | ---------------------------------------------------- | ---------------------------------------------------- | --------- |
| 2003 | Globo de Oro a la mejor película - Comedia o musical | Globo de Oro a la mejor película - Comedia o musical | Ganadora  |
| 2003 | Globo de Oro al mejor director                       | Rob Marshall                                         | Candidato |
| 2003 | Globo de Oro a la mejor actriz - Comedia o musical   | Renée Zellweger                                      | Ganadora  |
| 2003 | Globo de Oro a la mejor actriz - Comedia o musical   | Catherine Zeta-Jones                                 | Candidata |
| 2003 | Globo de Oro al mejor actor - Comedia o musical      | Richard Gere                                         | Ganador   |
| 2003 | Globo de Oro a la mejor actriz de reparto            | Queen Latifah                                        | Candidata |
| 2003 | Globo de Oro al mejor actor de reparto               | John C. Reilly                                       | Candidato |
| 2003 | Globo de Oro al mejor guion                          | Bill Condon                                          | Candidato |

### Premios BAFTA
| Año  | Categoría                              | Actor                                                     | Resultado |
| ---- | -------------------------------------- | --------------------------------------------------------- | --------- |
| 2002 | BAFTA a la mejor película              | BAFTA a la mejor película                                 | Candidata |
| 2002 | BAFTA al mejor director                | Rob Marshall                                              | Candidato |
| 2002 | BAFTA a la mejor actriz                | Renée Zellweger                                           | Candidata |
| 2002 | BAFTA a la mejor actriz de reparto     | Catherine Zeta-Jones                                      | Ganadora  |
| 2002 | BAFTA a la mejor actriz de reparto     | Queen Latifah                                             | Candidata |
| 2002 | BAFTA a la mejor música original       | Danny Elfman John Kander Fred Ebb                         | Nominados |
| 2002 | BAFTA a la mejor fotografía            | Dion Beebe                                                | Candidato |
| 2002 | BAFTA al mejor montaje                 | Martin Walsh                                              | Candidato |
| 2002 | BAFTA al mejor diseño de producción    | John Myhre                                                | Candidato |
| 2002 | BAFTA al mejor diseño de vestuario     | Colleen Atwood                                            | Candidato |
| 2002 | BAFTA al mejor maquillaje y peluquería | Jordan Samuel Judi Cooper Sealy                           | Nominados |
| 2002 | BAFTA al mejor sonido                  | Michael Minkler Dominick Tavella David Lee Maurice Schell | Ganadores |

### Premios SAG
| Año  | Categoría                                 | Actor                       | Resultado |
| ---- | ----------------------------------------- | --------------------------- | --------- |
| 2002 | Premio SAG al Mejor Reparto               | Premio SAG al Mejor Reparto | Ganadora  |
| 2002 | Premio SAG al mejor actor protagonista    | Richard Gere                | Candidato |
| 2002 | Premio SAG a la mejor actriz protagonista | Renée Zellweger             | Ganadora  |
| 2002 | Premio SAG a la mejor actriz de reparto   | Catherine Zeta-Jones        | Ganadora  |
| 2002 | Premio SAG a la mejor actriz de reparto   | Queen Latifah               | Candidata |